# Гимнастика на Летњим олимпијским играма 1896 — кругови за мушкарце
Такмичњење на круговима за мушкарце било је једно од осам гимнастичких дисциплина на програму Олимпијским играма 1896 у Атини. То је била пета гимнастичка дисциплина која је одржана 9. априла на стадиону Панатинаико.
Грци су освојили злато и бронзану медаљу, а Херман Вајнгертнер је освојио своју пету медаљу. Пласман од првог до трећег места и пето су познати, а четвртопласирани није. Чертврти би требало да буде један од четворице гимнастичара чији је пласман непознат. Учествовало је осам спортиста из три земље.

## Земње учеснице
- Немачка (5)
- Грчка {2}
- Мађарска (1)

## Победници
| Јоанис Митропулос Грчка | Херман Вајнгертнер Немачка | Петрос Персакис Грчка |

## Коначан пласман
| Место | Гимнастичар                |
| ----- | -------------------------- |
|       | Јоанис Митропулос Грчка    |
|       | Херман Вајнгертнер Немачка |
|       | Петрос Персакис Грчка      |
| 4     | непознат                   |
| 5     | Карл Шуман Немачка         |
| -     | Конрад Бекер Немачка       |
| -     | Алфред Флатов Немачка      |
| -     | Густав Флатов Немачка      |
| -     | Десидеријус Вен Мађарска   |